# Ludwik Kloss
Ludwik Kloss (ur. 24 sierpnia 1845 w Tarnopolu, zm. 17 marca 1902 w Davos) – polski ksiądz rzymskokatolicki, doktor teologii, profesor na Wydziale Teologicznym Uniwersytetu Lwowskiego, w latach 1884–1885 rektor Uniwersytetu Lwowskiego oraz tajny szambelan papieskiego tronu.
Uczył się w Brzeżanach, Tarnopolu i Lwowie. Ukończył studia na Wydziale Teologicznym Uniwersytetu Lwowskiego uzyskując doktorat z teologii. W 1867 otrzymał święcenia kapłańskie i został mianowany wikariuszem w Kołomyi. Następnie służył jako wikariusz we Lwowie w kościele św. Marcina będąc również prefektem Małego Seminarium. W 1872 został zwolniony ze stanowiska wikariusza i mianowany zastępcą katechety w szkole we Lwowie, w 1873, po zdaniu egzaminu, został prawdziwym katechetą w Gimnazjum Franciszka Józefa we Lwowie. 8 lipca 1874 dekretem Franciszka Ksawerego Wierzchleyskiego lwowskiego ordynariusza metropolitalnego obrządku łacińskiego został mianowany rektorem Mniejszego Seminarium Duchownego. W listopadzie 1874 został tymczasowym profesorem teologii pastoralnej, w lipcu 1875 mianowany prywatnym profesorem nadzwyczajnym. Od 6 maja 1876 był profesorem nadzwyczajnym, a od 25 maja 1880 profesorem zwyczajnym. W roku akademickim 1884–1885 był rektorem Uniwersytetu Lwowskiego, a czterokrotnie w latach 1887/1888, 1892/1893, 1898/1899, 1899/1900 był wybierany dziekanem Wydziału Teologicznego. Podróżował do Ziemi Świętej. Działalność wykładowcy uniwersyteckiego zakończył w lutym 1902. 30 listopada 1888 odznaczony został Papieskim Krzyżem Honorowym, 3 lutego 1891 został Kawalerem Orderu Grobu Świętego.